# Categoría Primera A 2019
La Categoría Primera A 2019 (come Liga Águila 2019 per ragioni di sponsorizzazione) è stata la 72ª edizione della massima categoria calcistica colombiana. La stagione ha preso avvio il 25 gennaio 2019 e si è conclusa il 7 dicembre 2019.
L'Atlético Junior, laureatosi campione nella stagione precedente, si è confermato vincitore del Torneo Apertura battendo in finale il Deportivo Pasto dopo la disputa dei calci di rigore. Il Torneo Finalización è invece andato all'América de Cali, che ha battuto lo stesso Atlético Junior in finale.

## Formato
La stagione ha visto la disputa di due tornei separati, Apertura e Finalización, entrambi con una struttura in tre fasi.
- La prima fase ha previsto la disputa di un girone di sola andata, quindi 19 giornate di campionato a cui si è aggiunta una giornata dedicata alla disputa dei "derby" (clasicos).
- La seconda fase ha visto protagoniste le prime otto squadre classificate dopo la disputa della prima fase, a loro volta divise in due gruppi da quattro ed ognuna impegnata a giocare contro le avversarie del proprio gruppo di appartenenza in un girone di andata e ritorno.
- La terza fase ha previsto la disputa delle finali (con gare di andata e ritorno tra le sfidanti) tra le squadre vincitrici dei gironi della seconda fase. La vincente, oltre a fregiarsi del titolo nazionale, ha acquisito il diritto di partecipare alla Coppa Libertadores 2020.

A retrocedere nella serie inferiore sono state le due squadre con il peggior punteggio totalizzato in Primera A nelle precedenti tre stagioni. Alle squadre neopromosse, all'inizio della stagione è stato attribuito il punteggio della 18ª squadra in questa classifica.

## Squadre partecipanti
| Club                   | Città           | Stadio                         | Posti  |
| ---------------------- | --------------- | ------------------------------ | ------ |
| Alianza Petrolera      | Barrancabermeja | Daniel Villa Zapata            | 10.400 |
| América de Cali        | Cali            | Olímpico Pascual Guerrero      | 45.195 |
| Atlético Bucaramanga   | Bucaramanga     | Alfonso López                  | 28.000 |
| Atlético Huila         | Neiva           | Guillermo Plazas Alcid         | 25.000 |
| Atlético Nacional      | Medellín        | Atanasio Girardot              | 44.739 |
| Cúcuta Deportivo       | Cúcuta          | General Santander              | 45.000 |
| Deportes Tolima        | Ibagué          | Manuel Murillo Toro            | 28.200 |
| Deportivo Cali         | Cali            | Deportivo Cali                 | 55.000 |
| Deportivo Pasto        | Pasto           | Departamental Libertad         | 28.000 |
| Envigado               | Envigado        | Polideportivo Sur              | 14.000 |
| Independiente Medellín | Medellín        | Atanasio Girardot              | 44.739 |
| Jaguares               | Montería        | Jaraguay                       | 12.000 |
| Atlético Junior        | Barranquilla    | Metropolitano Roberto Meléndez | 50.555 |
| La Equidad             | Bogotá          | Metropolitano de Techo         | 10.000 |
| Millonarios            | Bogotá          | Nemesio Camacho                | 46.018 |
| Once Caldas            | Manizales       | Palogrande                     | 42.100 |
| Patriotas Boyacá       | Tunja           | La Independencia               | 22.000 |
| Rionegro Águilas       | Rionegro        | Alberto Grisales               | 14.000 |
| Santa Fe               | Bogotá          | Nemesio Camacho                | 46.018 |
| Unión Magdalena        | Santa Marta     | Estadio Sierra Nevada          | 18.000 |

## Torneo Apertura

### Prima fase

#### Classifica
| Pos | Squadra                | Pti. | G  | V  | N  | P  | GF | GS | DR  |
| --- | ---------------------- | ---- | -- | -- | -- | -- | -- | -- | --- |
| 1.  | Millonarios            | 39   | 20 | 11 | 6  | 3  | 30 | 15 | +15 |
| 2.  | Deportivo Cali         | 33   | 20 | 9  | 6  | 5  | 22 | 17 | +5  |
| 3.  | Deportes Tolima        | 32   | 20 | 9  | 5  | 6  | 27 | 16 | +11 |
| 4.  | América de Cali        | 32   | 20 | 9  | 5  | 6  | 26 | 20 | +6  |
| 5.  | Atlético Nacional      | 31   | 20 | 8  | 7  | 5  | 24 | 19 | +5  |
| 6.  | Deportivo Pasto        | 31   | 20 | 8  | 7  | 5  | 19 | 14 | +5  |
| 7.  | Atlético Junior        | 30   | 20 | 6  | 12 | 2  | 24 | 18 | +6  |
| 8.  | Unión Magdalena        | 30   | 20 | 8  | 6  | 6  | 24 | 24 | 0   |
| 9.  | Independiente Medellín | 28   | 20 | 7  | 7  | 6  | 30 | 24 | +6  |
| 10. | Once Caldas            | 28   | 20 | 8  | 4  | 8  | 20 | 16 | +4  |
| 11. | Cúcuta Deportivo       | 27   | 20 | 8  | 3  | 9  | 25 | 27 | -2  |
| 12. | Patriotas Boyacá       | 27   | 20 | 7  | 6  | 7  | 20 | 31 | -11 |
| 13. | Envigado               | 24   | 20 | 5  | 9  | 6  | 22 | 20 | +2  |
| 14. | Alianza Petrolera      | 23   | 20 | 5  | 8  | 7  | 17 | 19 | -2  |
| 15. | Jaguares               | 23   | 20 | 5  | 8  | 7  | 20 | 27 | -7  |
| 16. | La Equidad             | 22   | 20 | 4  | 10 | 6  | 21 | 22 | -1  |
| 17. | Atlético Bucaramanga   | 21   | 20 | 5  | 6  | 9  | 17 | 26 | -9  |
| 18  | Atlético Huila         | 19   | 20 | 4  | 7  | 9  | 19 | 32 | -13 |
| 19. | Rionegro Águilas       | 16   | 20 | 3  | 7  | 10 | 17 | 30 | -13 |
| 20  | Santa Fe               | 14   | 20 | 1  | 11 | 8  | 17 | 24 | -7  |

Note:
Tre punti a vittoria, uno a pareggio, zero a sconfitta. A parità di punti valgono in ordine i seguenti criteri: 1) differenza reti; 2) gol segnati; 3) gol segnati fuori casa; 4) gol subiti fuori casa; 5) sorteggio.
Si sono qualificate alla seconda fase le prime otto squadre classificate.

#### Risultati
| Patriotas Boyacá  | 2 - 1 | Independiente Medellín | 25.1.2019 | Independiente Medellín | 1 - 1 | La Equidad        | 29.1.2019 | Atlético Nacional | 1 - 0 | Jaguares               | 2.2.2019 |
| Deportivo Cali    | 2 - 0 | Atlético Bucaramanga   | 26.1.2019 | Atlético Huila         | 1 - 1 | Unión Magdalena   | 29.1.2019 | Atlético Junior   | 3 - 2 | Independiente Medellín | 2.2.2019 |
| Atlético Nacional | 0 - 0 | Once Caldas            | 26.1.2019 | Atlético Bucaramanga   | 0 - 1 | Atlético Nacional | 30.1.2019 | Deportivo Cali    | 1 - 1 | Atlético Huila         | 2.2.2019 |
| Cúcuta Deportivo  | 3 - 0 | Rionegro Águilas       | 26.1.2019 | Atlético Junior        | 3 - 1 | Patriotas Boyacá  | 30.1.2019 | Unión Magdalena   | 1 - 0 | La Equidad             | 2.2.2019 |
| Unión Magdalena   | 3 - 4 | Jaguares               | 26.1.2019 | Rionegro Águilas       | 0 - 1 | Alianza Petrolera | 30.1.2019 | Millonarios       | 2 - 0 | Atlético Bucaramanga   | 3.2.2019 |
| La Equidad        | 2 - 0 | Atlético Huila         | 26.1.2019 | Jaguares               | 1 - 0 | Deportivo Cali    | 30.1.2019 | Patriotas Boyacá  | 1 - 1 | América de Cali        | 3.2.2019 |
| Envigado          | 0 - 1 | Millonarios            | 27.1.2019 | Santa Fe               | 1 - 2 | Cúcuta Deportivo  | 30.1.2019 | Cúcuta Deportivo  | 1 - 1 | Envigado               | 3.2.2019 |
| Alianza Petrolera | 1 - 2 | América de Cali        | 27.1.2019 | Deportivo Pasto        | 1 - 1 | Envigado          | 30.1.2019 | Deportivo Pasto   | 1 - 2 | Once Caldas            | 3.2.2019 |
| Santa Fe          | 1 - 1 | Deportivo Pasto        | 27.1.2019 | América de Cali        | 3 - 1 | Deportes Tolima   | 31.1.2019 | Deportes Tolima   | 2 - 0 | Rionegro Águilas       | 4.2.2019 |
| Deportes Tolima   | 1 - 2 | Atlético Junior        | 20.2.2019 | Once Caldas            | 1 - 0 | Millonarios       | 31.1.2019 | Alianza Petrolera | 0 - 0 | Santa Fe               | 5.2.2019 |

| Atlético Bucaramanga   | 1 - 0 | Deportivo Pasto   | 8.2.2019  | Atlético Junior   | 1 - 1 | Rionegro Águilas       | 16.2.2019 | Atlético Huila         | 2 - 0 | Deportivo Pasto   | 22.2.2019 |
| Independiente Medellín | 1 - 1 | Unión Magdalena   | 9.2.2019  | Alianza Petrolera | 1 - 1 | Once Caldas            | 16.2.2019 | Rionegro Águilas       | 1 - 2 | América de Cali   | 23.2.2019 |
| Envigado               | 1 - 0 | Alianza Petrolera | 9.2.2019  | América de Cali   | 3 - 0 | Independiente Medellín | 16.2.2019 | Atlético Bucaramanga   | 3 - 0 | Alianza Petrolera | 23.2.2019 |
| Santa Fe               | 0 - 1 | Deportes Tolima   | 9.2.2019  | Millonarios       | 3 - 2 | Atlético Huila         | 16.2.2019 | La Equidad             | 0 - 1 | Millonarios       | 23.2.2019 |
| Jaguares               | 1 - 2 | Millonarios       | 9.2.2019  | Atlético Nacional | 1 - 1 | La Equidad             | 17.2.2019 | Jaguares               | 1 - 1 | Cúcuta Deportivo  | 23.2.2019 |
| América de Cali        | 0 - 1 | Atlético Junior   | 10.2.2019 | Patriotas Boyacá  | 1 - 1 | Santa Fe               | 17.2.2019 | Envigado               | 0 - 0 | Patriotas Boyacá  | 23.2.2019 |
| Rionegro Águilas       | 2 - 1 | Patriotas Boyacá  | 10.2.2019 | Cúcuta Deportivo  | 3 - 2 | Atlético Bucaramanga   | 17.2.2019 | Santa Fe               | 3 - 3 | Atlético Junior   | 24.2.2019 |
| Atlético Huila         | 1 - 1 | Atlético Nacional | 10.2.2019 | Deportes Tolima   | 2 - 0 | Envigado               | 17.2.2019 | Once Caldas            | 2 - 1 | Deportes Tolima   | 24.2.2019 |
| La Equidad             | 0 - 0 | Deportivo Cali    | 10.2.2019 | Deportivo Pasto   | 4 - 1 | Jaguares               | 17.2.2019 | Independiente Medellín | 1 - 1 | Deportivo Cali    | 24.2.2019 |
| Once Caldas            | 1 - 2 | Cúcuta Deportivo  | 11.2.2019 | Deportivo Cali    | 2 - 1 | Unión Magdalena        | 19.2.2019 | Unión Magdalena        | 1 - 0 | Atlético Nacional | 24.2.2019 |

| Cúcuta Deportivo  | 2 - 0 | Atlético Huila         | 26.2.2019 | La Equidad           | 2 - 1 | Cúcuta Deportivo       | 2.3.2019  | Deportes Tolima        | 0 - 0 | Atlético Huila       | 8.3.2019  |
| Alianza Petrolera | 1 - 1 | Jaguares               | 26.2.2019 | Jaguares             | 0 - 4 | Deportes Tolima        | 2.3.2019  | Atlético Junior        | 0 - 0 | Atlético Bucaramanga | 9.3.2019  |
| Atlético Junior   | 0 - 0 | Envigado               | 27.2.2019 | Once Caldas          | 0 - 1 | Atlético Junior        | 2.3.2019  | Alianza Petrolera      | 2 - 0 | La Equidad           | 9.3.2019  |
| Deportes Tolima   | 0 - 0 | Atlético Bucaramanga   | 27.2.2019 | Atlético Bucaramanga | 0 - 1 | Patriotas Boyacá       | 2.3.2019  | Millonarios            | 1 - 1 | Atlético Nacional    | 9.3.2019  |
| Patriotas Boyacá  | 1 - 0 | Once Caldas            | 27.2.2019 | Envigado             | 4 - 1 | América de Cali        | 3.3.2019  | América de Cali        | 3 - 1 | Once Caldas          | 10.3.2019 |
| Deportivo Pasto   | 0 - 0 | La Equidad             | 27.2.2019 | Deportivo Cali       | 1 - 1 | Millonarios            | 3.3.2019  | Cúcuta Deportivo       | 3 - 1 | Unión Magdalena      | 10.3.2019 |
| Millonarios       | 4 - 0 | Unión Magdalena        | 28.2.2019 | Unión Magdalena      | 1 - 0 | Deportivo Pasto        | 3.3.2019  | Rionegro Águilas       | 1 - 3 | Envigado             | 10.3.2019 |
| América de Cali   | 0 - 0 | Santa Fe               | 28.2.2019 | Santa Fe             | 2 - 2 | Rionegro Águilas       | 3.3.2019  | Independiente Medellín | 1 - 0 | Santa Fe             | 10.3.2019 |
| Rionegro Águilas  | 0 - 1 | Independiente Medellín | 28.2.2019 | Atlético Huila       | 1 - 2 | Alianza Petrolera      | 4.3.2019  | Patriotas Boyacá       | 2 - 1 | Jaguares             | 10.3.2019 |
| Atlético Nacional | 2 - 2 | Deportivo Cali         | 20.3.2019 | Atlético Nacional    | 1 - 0 | Independiente Medellín | 24.4.2019 | Deportivo Pasto        | 1 - 0 | Deportivo Cali       | 10.3.2019 |

| Envigado               | 1 - 1 | Rionegro Águilas  | 16.3.2019 | Deportes Tolima        | 1 - 0 | Unión Magdalena      | 23.3.2019 | Atlético Huila       | 1 - 1 | Patriotas Boyacá       | 29.3.2019 |
| La Equidad             | 2 - 2 | Patriotas Boyacá  | 16.3.2019 | Alianza Petrolera      | 1 - 0 | Deportivo Cali       | 23.3.2019 | Atlético Nacional    | 0 - 1 | Deportivo Pasto        | 30.3.2019 |
| Deportivo Cali         | 0 - 1 | América de Cali   | 16.3.2019 | Cúcuta Deportivo       | 1 - 3 | Atlético Nacional    | 23.3.2019 | Once Caldas          | 2 - 0 | Rionegro Águilas       | 30.3.2019 |
| Independiente Medellín | 2 - 2 | Atlético Nacional | 16.3.2019 | Deportivo Pasto        | 1 - 0 | Millonarios          | 23.3.2019 | Atlético Bucaramanga | 0 - 0 | América de Cali        | 30.3.2019 |
| Atlético Bucaramanga   | 1 - 0 | Cúcuta Deportivo  | 17.3.2019 | Santa Fe               | 0 - 2 | Once Caldas          | 24.3.2019 | Jaguares             | 1 - 1 | Atlético Junior        | 30.3.2019 |
| Jaguares               | 0 - 0 | Alianza Petrolera | 17.3.2019 | América de Cali        | 1 - 0 | Jaguares             | 24.3.2019 | La Equidad           | 0 - 0 | Deportes Tolima        | 30.3.2019 |
| Atlético Huila         | 1 - 5 | Deportes Tolima   | 17.3.2019 | Atlético Junior        | 3 - 0 | Atlético Huila       | 24.3.2019 | Envigado             | 0 - 0 | Santa Fe               | 31.3.2019 |
| Unión Magdalena        | 1 - 1 | Atlético Junior   | 17.3.2019 | Independiente Medellín | 4 - 1 | Envigado             | 24.3.2019 | Millonarios          | 3 - 2 | Independiente Medellín | 31.3.2019 |
| Once Caldas            | 0 - 1 | Deportivo Pasto   | 17.3.2019 | Rionegro Águilas       | 1 - 1 | Atlético Bucaramanga | 25.3.2019 | Deportivo Cali       | 2 - 0 | Cúcuta Deportivo       | 31.3.2019 |
| Millonarios            | 1 - 1 | Santa Fe          | 28.3.2019 | Patriotas Boyacá       | 3 - 1 | La Equidad           | 25.3.2019 | Unión Magdalena      | 1 - 1 | Alianza Petrolera      | 31.3.2019 |

| Patriotas Boyacá       | 0 - 3 | Deportivo Cali       | 7.3.2019  | Deportivo Cali       | 2 - 1 | Deportes Tolima        | 14.2.2019 | Independiente Medellín | 4 - 0 | Atlético Bucaramanga | 13.4.2019 |
| Deportes Tolima        | 2 - 1 | Atlético Nacional    | 27.3.2019 | La Equidad           | 2 - 2 | Atlético Junior        | 6.4.2019  | Santa Fe               | 1 - 1 | La Equidad           | 13.4.2019 |
| Atlético Junior        | 1 - 1 | Unión Magdalena      | 27.3.2019 | Atlético Huila       | 2 - 1 | América de Cali        | 6.4.2019  | Once Caldas            | 0 - 1 | Jaguares             | 13.4.2019 |
| América de Cali        | 1 - 3 | La Equidad           | 2.4.2019  | Unión Magdalena      | 4 - 0 | Patriotas Boyacá       | 6.4.2019  | Rionegro Águilas       | 0 - 1 | Unión Magdalena      | 13.4.2019 |
| Rionegro Águilas       | 0 - 0 | Atlético Huila       | 2.4.2019  | Millonarios          | 1 - 0 | Cúcuta Deportivo       | 7.4.2019  | América de Cali        | 0 - 1 | Deportivo Cali       | 14.4.2019 |
| Alianza Petrolera      | 0 - 2 | Millonarios          | 3.4.2019  | Atlético Bucaramanga | 2 - 1 | Santa Fe               | 7.4.2019  | Envigado               | 1 - 1 | Atlético Huila       | 14.4.2019 |
| Cúcuta Deportivo       | 1 - 3 | Deportivo Pasto      | 3.4.2019  | Atlético Nacional    | 1 - 0 | Alianza Petrolera      | 7.4.2019  | Atlético Junior        | 0 - 0 | Atlético Nacional    | 14.4.2019 |
| Envigado               | 1 - 2 | Atlético Bucaramanga | 3.4.2019  | Jaguares             | 2 - 0 | Rionegro Águilas       | 7.4.2019  | Deportes Tolima        | 0 - 0 | Deportivo Pasto      | 14.4.2019 |
| Independiente Medellín | 1 - 1 | Once Caldas          | 4.4.2019  | Deportivo Pasto      | 1 - 0 | Independiente Medellín | 7.4.2019  | Patriotas Boyacá       | 1 - 3 | Millonarios          | 14.4.2019 |
| Santa Fe               | 0 - 0 | Jaguares             | 4.4.2019  | Once Caldas          | 1 - 0 | Envigado               | 8.4.2019  | Alianza Petrolera      | 0 - 1 | Cúcuta Deportivo     | 14.4.2019 |

| Cúcuta Deportivo     | 2 - 2 | Independiente Medellín | 28.3.2019 | Santa Fe               | 1 - 2 | Deportivo Cali    | 20.4.2019 | Alianza Petrolera | 1 - 1 | Independiente Medellín | 27.4.2019 |
| Atlético Bucaramanga | 1 - 1 | Once Caldas            | 16.4.2019 | Independiente Medellín | 3 - 0 | Jaguares          | 20.4.2019 | Atlético Nacional | 2 - 0 | América de Cali        | 27.4.2019 |
| Deportivo Cali       | 0 - 0 | Atlético Junior        | 16.4.2019 | Once Caldas            | 1 - 0 | La Equidad        | 20.4.2019 | Deportivo Cali    | 2 - 1 | Rionegro Águilas       | 27.4.2019 |
| Millonarios          | 1 - 2 | Deportes Tolima        | 16.4.2019 | Deportes Tolima        | 2 - 2 | Alianza Petrolera | 20.4.2019 | Unión Magdalena   | 3 - 1 | Santa Fe               | 27.4.2019 |
| Atlético Huila       | 0 - 3 | Santa Fe               | 16.4.2019 | Rionegro Águilas       | 2 - 1 | Atlético Nacional | 21.4.2019 | La Equidad        | 0 - 1 | Envigado               | 27.4.2019 |
| Jaguares             | 2 - 2 | Envigado               | 16.4.2019 | Atlético Junior        | 0 - 0 | Deportivo Pasto   | 21.4.2019 | Cúcuta Deportivo  | 0 - 2 | Deportes Tolima        | 28.4.2019 |
| Deportivo Pasto      | 1 - 0 | Alianza Petrolera      | 16.4.2019 | América de Cali        | 1 - 1 | Millonarios       | 21.4.2019 | Atlético Huila    | 1 - 0 | Once Caldas            | 28.4.2019 |
| Atlético Nacional    | 4 - 0 | Patriotas Boyacá       | 18.4.2019 | Envigado               | 1 - 1 | Unión Magdalena   | 21.4.2019 | Millonarios       | 2 - 0 | Atlético Junior        | 28.4.2019 |
| Unión Magdalena      | 0 - 3 | América de Cali        | 18.4.2019 | Patriotas Boyacá       | 1 - 0 | Cúcuta Deportivo  | 21.4.2019 | Jaguares          | 1 - 1 | Atlético Bucaramanga   | 28.4.2019 |
| La Equidad           | 2 - 2 | Rionegro Águilas       | 24.4.2019 | Atlético Bucaramanga   | 2 - 4 | Atlético Huila    | 22.4.2019 | Deportivo Pasto   | 1 - 1 | Patriotas Boyacá       | 28.4.2019 |

| 19ª giornata           | 19ª giornata | 19ª giornata      | 19ª giornata |                   | 20ª giornata    | 20ª giornata         | 20ª giornata | 20ª giornata           |
| Locali                 | R            | Ospiti            | Data         | Locali            | R               | Ospiti               | Data         |                        |
| ---------------------- | ------------ | ----------------- | ------------ | ----------------- | --------------- | -------------------- | ------------ | ---------------------- |
| Once Caldas            | 4 - 0        | Deportivo Cali    | 24.4.2019    | Atlético Huila    | 0 - 2           | Jaguares             | 4.5.2019     |                        |
| Envigado               | 4 - 0        | Atlético Nacional | 30.4.2019    | La Equidad        | 3 - 1           | Atlético Bucaramanga | 5.5.2019     |                        |
| Independiente Medellín | 2 - 1        | Atlético Huila    | 1.5.2019     | Millonarios       | 1 - 1           | Rionegro Águilas     | 5.5.2019     |                        |
| Jaguares               | 1 - 1        | La Equidad        | 1.5.2019     | Atlético Nacional | 2 - 1           | Santa Fe             | 5.5.2019     |                        |
| Santa Fe               | 0 - 0        | Millonarios       | 1.5.2019     | Cúcuta Deportivo  | 2 - 1           | Atlético Junior      | 5.5.2019     |                        |
| Rionegro Águilas       | 2 - 1        | Deportivo Pasto   | 1.5.2019     | Deportivo Cali    | 1 - 0           | Envigado             | 5.5.2019     |                        |
| Patriotas Boyacá       | 1 - 0        | Deportes Tolima   | 1.5.2019     | Deportivo Pasto   | 1 - 1           | América de Cali      | 5.5.2019     |                        |
| América de Cali        | 2 - 0        | Cúcuta Deportivo  | 2.5.2019     | Alianza Petrolera | 3 - 0           | Patriotas Boyacá     | 5.5.2019     |                        |
| Atlético Junior        | 1 - 1        | Alianza Petrolera | 2.5.2019     |                   | Deportes Tolima | 0 - 1                | 5.5.2019     | Independiente Medellín |
| Atlético Bucaramanga   | 0 - 1        | Unión Magdalena   | 2.5.2019     |                   | Unión Magdalena | 1 - 0                | 5.5.2019     | Once Caldas            |

### Seconda fase

#### Classifica Gruppo A
| Pos | Squadra         | Pti. | G | V | N | P | GF | GS | DR  |
| --- | --------------- | ---- | - | - | - | - | -- | -- | --- |
| 1.  | Deportivo Pasto | 13   | 6 | 4 | 1 | 1 | 11 | 3  | +8  |
| 2.  | Millonarios     | 11   | 6 | 3 | 2 | 1 | 7  | 5  | +2  |
| 3.  | América de Cali | 9    | 6 | 3 | 0 | 3 | 9  | 7  | +2  |
| 4.  | Unión Magdalena | 1    | 6 | 0 | 1 | 5 | 2  | 14 | -12 |

| Pos | Squadra           | Pti. | G | V | N | P | GF | GS | DR |
| --- | ----------------- | ---- | - | - | - | - | -- | -- | -- |
| 1.  | Atlético Junior   | 12   | 6 | 3 | 3 | 0 | 9  | 5  | +4 |
| 2.  | Deportes Tolima   | 12   | 6 | 3 | 3 | 0 | 9  | 6  | +3 |
| 3.  | Deportivo Cali    | 4    | 6 | 1 | 1 | 4 | 6  | 9  | -3 |
| 4.  | Atlético Nacional | 4    | 6 | 1 | 1 | 4 | 6  | 10 | -4 |

#### Risultati
| Unión Magdalena | 1 - 3 | Deportivo Pasto   | 11.5.2019 | Millonarios       | 1 - 0 | Unión Magdalena | 15.5.2019 | Unión Magdalena   | 0 - 2 | América de Cali | 18.5.2019 |
| Atlético Junior | 0 - 0 | Atlético Nacional | 12.5.2019 | Deportivo Pasto   | 1 - 0 | América de Cali | 15.5.2019 | Deportivo Pasto   | 1 - 1 | Millonarios     | 18.5.2019 |
| América de Cali | 1 - 2 | Millonarios       | 12.5.2019 | Atlético Nacional | 1 - 2 | Deportes Tolima | 16.5.2019 | Atlético Junior   | 1 - 1 | Deportes Tolima | 19.5.2019 |
| Deportes Tolima | 1 - 1 | Deportivo Cali    | 13.5.2019 | Deportivo Cali    | 1 - 2 | Atlético Junior | 16.5.2019 | Atlético Nacional | 1 - 3 | Deportivo Cali  | 19.5.2019 |

| América de Cali | 4 - 0 | Unión Magdalena   | 22.5.2019 | América de Cali | 0 - 3 | Deportivo Pasto   | 1.6.2019 | Atlético Nacional | 2 - 3 | Atlético Junior | 5.6.2019 |
| Millonarios     | 1 - 0 | Deportivo Pasto   | 25.5.2019 | Unión Magdalena | 1 - 1 | Millonarios       | 1.6.2019 | Deportivo Cali    | 1 - 2 | Deportes Tolima | 5.6.2019 |
| Deportivo Cali  | 0 - 1 | Atlético Nacional | 26.5.2019 | Atlético Junior | 2 - 0 | Deportivo Cali    | 2.6.2019 | Millonarios       | 1 - 2 | América de Cali | 5.6.2019 |
| Deportes Tolima | 1 - 1 | Atlético Junior   | 26.5.2019 | Deportes Tolima | 2 - 1 | Atlético Nacional | 2.6.2019 | Deportivo Pasto   | 3 - 0 | Unión Magdalena | 5.6.2019 |

### Finale
| Arbitro: | Alexander Ospina |

|              |           |  |
| 65’ Sambueza | Marcatori |  |

| Arbitro: | Carlos Gutiérrez |

|                                          |                      |                                    |
| 81’ Vanegas                              | Marcatori            |                                    |
| Cardona Núñez Vázquez Neto Volpi Vanegas | Tiri di rigore 4 – 5 | Narváez Rangel Pérez Sánchez Viera |

Permanendo il risultato aggregato di 1-1 si è resa necessaria la disputa dei calci di rigore, da cui è uscito vincitrice l'Atlético Junior, che in tal modo si è laureato campione dell'Apertura 2019 (il suo 9º titolo ottenuto nella sua storia).

## Torneo Finalización

### Prima fase

#### Classifica
| Pos | Squadra                | Pti. | G  | V  | N  | P  | GF | GS | DR  |
| --- | ---------------------- | ---- | -- | -- | -- | -- | -- | -- | --- |
| 1.  | Atlético Nacional      | 35   | 20 | 9  | 8  | 3  | 30 | 17 | +13 |
| 2.  | América de Cali        | 35   | 20 | 10 | 5  | 5  | 29 | 26 | +3  |
| 3.  | Deportivo Cali         | 34   | 20 | 10 | 4  | 6  | 34 | 25 | +9  |
| 4.  | Atlético Junior        | 33   | 20 | 9  | 6  | 5  | 16 | 9  | +7  |
| 5.  | Santa Fe               | 32   | 20 | 9  | 5  | 6  | 22 | 12 | +10 |
| 6.  | Deportes Tolima        | 32   | 20 | 9  | 5  | 6  | 24 | 16 | +8  |
| 7.  | Alianza Petrolera      | 32   | 20 | 8  | 8  | 4  | 17 | 14 | +3  |
| 8.  | Cúcuta Deportivo       | 32   | 20 | 9  | 5  | 6  | 28 | 28 | 0   |
| 9.  | Independiente Medellín | 31   | 20 | 9  | 4  | 7  | 32 | 26 | +6  |
| 10. | Once Caldas            | 28   | 20 | 7  | 7  | 6  | 26 | 20 | +6  |
| 11. | Millonarios            | 28   | 20 | 8  | 4  | 8  | 24 | 27 | -3  |
| 12. | Atlético Bucaramanga   | 25   | 20 | 6  | 7  | 7  | 23 | 23 | 0   |
| 13. | Rionegro Águilas       | 24   | 20 | 5  | 9  | 6  | 25 | 27 | -2  |
| 14. | Deportivo Pasto        | 23   | 20 | 5  | 8  | 7  | 24 | 25 | -1  |
| 15. | Patriotas Boyacá       | 23   | 20 | 5  | 8  | 7  | 19 | 20 | -1  |
| 16. | Envigado               | 23   | 20 | 5  | 8  | 7  | 23 | 28 | -5  |
| 17. | La Equidad             | 20   | 20 | 4  | 8  | 8  | 19 | 24 | -5  |
| 18  | Atlético Huila         | 16   | 20 | 2  | 10 | 8  | 13 | 24 | -11 |
| 19. | Jaguares               | 15   | 20 | 3  | 6  | 11 | 11 | 34 | -23 |
| 20  | Unión Magdalena        | 14   | 20 | 3  | 5  | 12 | 14 | 28 | -14 |

Note:
Tre punti a vittoria, uno a pareggio, zero a sconfitta. A parità di punti valgono in ordine i seguenti criteri: 1) differenza reti; 2) gol segnati; 3) gol segnati fuori casa; 4) gol subiti fuori casa; 5) sorteggio.
Si sono qualificate alla seconda fase le prime otto squadre classificate.

#### Risultati
| Once Caldas            | 1 - 2 | Atlético Nacional | 13.7.2019 | Envigado          | 1 - 1 | Deportivo Pasto        | 19.7.2019 | América de Cali        | 1 - 1 | Patriotas Boyacá  | 25.7.2019 |
| Jaguares               | 1 - 0 | Unión Magdalena   | 13.7.2019 | Deportes Tolima   | 0 - 1 | América de Cali        | 20.7.2019 | Rionegro Águilas       | 3 - 0 | Deportes Tolima   | 26.7.2019 |
| Atlético Junior        | 1 - 0 | Deportes Tolima   | 13.7.2019 | Cúcuta Deportivo  | 1 - 0 | Santa Fe               | 20.7.2019 | Once Caldas            | 3 - 1 | Deportivo Pasto   | 27.7.2019 |
| Atlético Huila         | 3 - 2 | La Equidad        | 13.7.2019 | Deportivo Cali    | 4 - 0 | Jaguares               | 20.7.2019 | La Equidad             | 2 - 0 | Unión Magdalena   | 27.7.2019 |
| Independiente Medellín | 3 - 0 | Patriotas Boyacá  | 14.7.2019 | Unión Magdalena   | 0 - 0 | Atlético Huila         | 20.7.2019 | Atlético Bucaramanga   | 1 - 2 | Millonarios       | 27.7.2019 |
| América de Cali        | 2 - 1 | Alianza Petrolera | 14.7.2019 | Atlético Nacional | 0 - 0 | Atlético Bucaramanga   | 21.7.2019 | Envigado               | 4 - 1 | Cúcuta Deportivo  | 27.7.2019 |
| Millonarios            | 1 - 2 | Envigado          | 14.7.2019 | Patriotas Boyacá  | 2 - 0 | Atlético Junior        | 21.7.2019 | Independiente Medellín | 0 - 1 | Atlético Junior   | 28.7.2019 |
| Deportivo Pasto        | 0 - 0 | Santa Fe          | 14.7.2019 | Millonarios       | 1 - 0 | Once Caldas            | 21.7.2019 | Santa Fe               | 0 - 1 | Alianza Petrolera | 28.7.2019 |
| Rionegro Águilas       | 1 - 3 | Cúcuta Deportivo  | 15.7.2019 | Alianza Petrolera | 2 - 2 | Rionegro Águilas       | 21.7.2019 | Jaguares               | 1 - 1 | Atlético Nacional | 28.7.2019 |
| Atlético Bucaramanga   | 0 - 1 | Deportivo Cali    | 16.7.2019 | La Equidad        | 0 - 1 | Independiente Medellín | 22.7.2019 | Atlético Huila         | 2 - 2 | Deportivo Cali    | 28.7.2019 |

| Millonarios       | 2 - 1 | Jaguares               | 3.8.2019 | Once Caldas            | 0 - 0 | Alianza Petrolera | 9.8.2019  | Patriotas Boyacá  | 3 - 0 | Envigado               | 16.8.2019 |
| Cúcuta Deportivo  | 1 - 1 | Once Caldas            | 3.8.2019 | Independiente Medellín | 4 - 1 | América de Cali   | 10.8.2019 | Deportes Tolima   | 0 - 0 | Once Caldas            | 17.8.2019 |
| Deportivo Cali    | 2 - 0 | La Equidad             | 3.8.2019 | Envigado               | 2 - 1 | Deportes Tolima   | 10.8.2019 | Cúcuta Deportivo  | 1 - 1 | Jaguares               | 17.8.2019 |
| Unión Magdalena   | 1 - 1 | Independiente Medellín | 3.8.2019 | La Equidad             | 0 - 0 | Atlético Nacional | 10.8.2019 | América de Cali   | 1 - 1 | Rionegro Águilas       | 17.8.2019 |
| Deportes Tolima   | 4 - 0 | Santa Fe               | 4.4.2019 | Unión Magdalena        | 2 - 0 | Deportivo Cali    | 10.8.2019 | Millonarios       | 3 - 2 | La Equidad             | 17.8.2019 |
| Patriotas Boyacá  | 2 - 0 | Rionegro Águilas       | 4.4.2019 | Atlético Bucaramanga   | 2 - 0 | Cúcuta Deportivo  | 11.8.2019 | Deportivo Cali    | 1 - 0 | Independiente Medellín | 18.8.2019 |
| Atlético Junior   | 0 - 1 | América de Cali        | 4.4.2019 | Rionegro Águilas       | 1 - 0 | Atlético Junior   | 11.8.2019 | Atlético Nacional | 3 - 1 | Unión Magdalena        | 18.8.2019 |
| Alianza Petrolera | 1 - 0 | Envigado               | 4.4.2019 | Atlético Huila         | 1 - 1 | Millonarios       | 11.8.2019 | Atlético Junior   | 1 - 0 | Santa Fe               | 18.8.2019 |
| Deportivo Pasto   | 1 - 1 | Atlético Bucaramanga   | 5.8.2019 | Jaguares               | 1 - 1 | Deportivo Pasto   | 11.8.2019 | Alianza Petrolera | 1 - 0 | Atlético Bucaramanga   | 18.8.2019 |
| Atlético Nacional | 4 - 1 | Atlético Huila         | 6.8.2019 | Santa Fe               | 0 - 0 | Patriotas Boyacá  | 11.8.2019 | Deportivo Pasto   | 4 - 0 | Atlético Huila         | 20.8.2019 |

| Deportivo Cali         | 0 - 0 | Atlético Nacional | 21.8.2019 | Millonarios       | 2 - 1 | Deportivo Cali         | 24.8.2019 | Envigado             | 3 - 3 | Rionegro Águilas       | 31.8.2019 |
| Envigado               | 0 - 0 | Atlético Junior   | 21.8.2019 | Cúcuta Deportivo  | 2 - 1 | La Equidad             | 24.8.2019 | Jaguares             | 1 - 1 | Patriotas Boyacá       | 31.8.2019 |
| Once Caldas            | 2 - 2 | Patriotas Boyacá  | 21.8.2019 | Atlético Junior   | 0 - 1 | Once Caldas            | 24.8.2019 | Once Caldas          | 2 - 1 | América de Cali        | 31.8.2019 |
| Atlético Bucaramanga   | 1 - 1 | Deportes Tolima   | 21.8.2019 | Deportivo Pasto   | 2 - 0 | Unión Magdalena        | 24.8.2019 | Unión Magdalena      | 1 - 2 | Cúcuta Deportivo       | 31.8.2019 |
| Santa Fe               | 1 - 2 | América de Cali   | 22.8.2019 | América de Cali   | 1 - 0 | Envigado               | 25.8.2019 | La Equidad           | 1 - 2 | Alianza Petrolera      | 31.8.2019 |
| Independiente Medellín | 1 - 2 | Rionegro Águilas  | 22.8.2019 | Rionegro Águilas  | 1 - 0 | Santa Fe               | 25.8.2019 | Atlético Nacional    | 1 - 1 | Millonarios            | 1.9.2019  |
| Jaguares               | 0 - 0 | Alianza Petrolera | 22.8.2019 | Atlético Nacional | 5 - 2 | Independiente Medellín | 25.8.2019 | Atlético Bucaramanga | 0 - 0 | Atlético Junior        | 1.9.2019  |
| La Equidad             | 0 - 0 | Deportivo Pasto   | 4.9.2019  | Alianza Petrolera | 1 - 0 | Atlético Huila         | 25.8.2019 | Atlético Huila       | 0 - 1 | Deportes Tolima        | 1.9.2019  |
| Atlético Huila         | 1 - 1 | Cúcuta Deportivo  | 4.9.2019  | Patriotas Boyacá  | 0 - 1 | Atlético Bucaramanga   | 25.8.2019 | Santa Fe             | 2 - 0 | Independiente Medellín | 1.9.2019  |
| Unión Magdalena        | 2 - 1 | Millonarios       | 4.9.2019  | Deportes Tolima   | 2 - 0 | Jaguares               | 26.8.2019 | Deportivo Cali       | 3 - 1 | Deportivo Pasto        | 1.9.2019  |

| Santa Fe               | 1 - 0 | Millonarios          | 7.9.2019 | Atlético Bucaramanga | 2 - 0 | Rionegro Águilas       | 13.9.2019 | Deportes Tolima        | 0 - 1 | La Equidad           | 20.9.2019 |
| Rionegro Águilas       | 1 - 1 | Envigado             | 7.9.2019 | Atlético Nacional    | 2 - 3 | Cúcuta Deportivo       | 14.9.2019 | América de Cali        | 1 - 1 | Atlético Bucaramanga | 21.9.2019 |
| Atlético Junior        | 1 - 0 | Unión Magdalena      | 7.9.2019 | La Equidad           | 1 - 0 | Patriotas Boyacá       | 14.9.2019 | Rionegro Águilas       | 1 - 2 | Once Caldas          | 21.9.2019 |
| Cúcuta Deportivo       | 2 - 0 | Atlético Bucaramanga | 7.9.2019 | Once Caldas          | 0 - 1 | Santa Fe               | 14.9.2019 | Independiente Medellín | 1 - 2 | Millonarios          | 21.9.2019 |
| América de Cali        | 2 - 1 | Deportivo Cali       | 8.9.2019 | Unión Magdalena      | 1 - 2 | Deportes Tolima        | 14.9.2019 | Patriotas Boyacá       | 1 - 0 | Atlético Huila       | 21.9.2019 |
| Deportes Tolima        | 0 - 0 | Atlético Huila       | 8.9.2019 | Atlético Huila       | 1 - 1 | Atlético Junior        | 15.9.2019 | Deportivo Pasto        | 1 - 2 | Atlético Nacional    | 21.9.2019 |
| Independiente Medellín | 1 - 4 | Atlético Nacional    | 8.9.2019 | Envigado             | 2 - 4 | Independiente Medellín | 15.9.2019 | Atlético Junior        | 3 - 0 | Jaguares             | 22.9.2019 |
| Alianza Petrolera      | 1 - 0 | Jaguares             | 8.9.2019 | Millonarios          | 2 - 1 | Deportivo Pasto        | 15.9.2019 | Alianza Petrolera      | 1 - 0 | Unión Magdalena      | 22.9.2019 |
| Deportivo Pasto        | 1 - 0 | Once Caldas          | 8.9.2019 | Jaguares             | 2 - 2 | América de Cali        | 15.9.2019 | Cúcuta Deportivo       | 1 - 4 | Deportivo Cali       | 22.9.2019 |
| Patriotas Boyacá       | 1 - 1 | La Equidad           | 9.9.2019 | Deportivo Cali       | 0 - 1 | Alianza Petrolera      | 17.9.2019 | Santa Fe               | 3 - 0 | Envigado             | 22.9.2019 |

| Millonarios          | 2 - 1 | Alianza Petrolera      | 26.9.2019 | Independiente Medellín | 3 - 1 | Deportivo Pasto      | 1.10.2019 | Cúcuta Deportivo     | 1 - 1 | Alianza Petrolera      | 5.10.2019 |
| Atlético Huila       | 1 - 1 | Rionegro Águilas       | 27.9.2019 | Rionegro Águilas       | 3 - 0 | Jaguares             | 1.10.2019 | Atlético Huila       | 0 - 0 | Envigado               | 5.10.2019 |
| Deportivo Cali       | 3 - 1 | Patriotas Boyacá       | 28.9.2019 | Envigado               | 1 - 3 | Once Caldas          | 1.10.2019 | Jaguares             | 2 - 1 | Once Caldas            | 5.10.2019 |
| Atlético Bucaramanga | 2 - 3 | Envigado               | 28.9.2019 | Cúcuta Deportivo       | 3 - 1 | Millonarios          | 2.10.2019 | Atlético Bucaramanga | 2 - 2 | Independiente Medellín | 6.10.2019 |
| Once Caldas          | 1 - 1 | Independiente Medellín | 28.9.2019 | América de Cali        | 0 - 1 | Atlético Huila       | 2.10.2019 | La Equidad           | 0 - 3 | Santa Fe               | 6.10.2019 |
| Jaguares             | 0 - 3 | Santa Fe               | 28.9.2019 | Alianza Petrolera      | 0 - 0 | Atlético Nacional    | 2.10.2019 | Deportivo Cali       | 3 - 2 | América de Cali        | 6.10.2019 |
| Deportivo Pasto      | 2 - 1 | Cúcuta Deportivo       | 28.9.2019 | Santa Fe               | 2 - 0 | Atlético Bucaramanga | 3.10.2019 | Atlético Nacional    | 0 - 1 | Atlético Junior        | 6.10.2019 |
| Atlético Nacional    | 1 - 0 | Deportes Tolima        | 29.9.2019 | Deportes Tolima        | 5 - 2 | Deportivo Cali       | 3.10.2019 | Unión Magdalena      | 1 - 1 | Rionegro Águilas       | 6.10.2019 |
| La Equidad           | 3 - 3 | América de Cali        | 29.9.2019 | Atlético Junior        | 1 - 0 | La Equidad           | 3.10.2019 | Millonarios          | 0 - 0 | Patriotas Boyacá       | 6.10.2019 |
| Unión Magdalena      | 1 - 1 | Atlético Junior        | 30.9.2019 | Patriotas Boyacá       | 1 - 1 | Unión Magdalena      | 3.10.2019 | Deportivo Pasto      | 0 - 0 | Deportes Tolima        | 6.10.2019 |

| Envigado               | 2 - 0 | Jaguares             | 8.10.2019  | Millonarios       | 1 - 2 | América de Cali        | 12.10.2019 | Atlético Bucaramanga   | 4 - 0 | Jaguares          | 18.10.2019 |
| Atlético Junior        | 3 - 0 | Deportivo Cali       | 9.10.2019  | Alianza Petrolera | 0 - 1 | Deportes Tolima        | 12.10.2019 | Envigado               | 0 - 0 | La Equidad        | 18.10.2019 |
| Santa Fe               | 0 - 0 | Atlético Huila       | 9.10.2019  | Deportivo Cali    | 0 - 0 | Santa Fe               | 12.10.2019 | Atlético Junior        | 1 - 0 | Millonarios       | 19.10.2019 |
| América de Cali        | 2 - 0 | Unión Magdalena      | 9.10.2019  | Deportivo Pasto   | 2 - 1 | Atlético Junior        | 12.10.2019 | Deportes Tolima        | 2 - 1 | Cúcuta Deportivo  | 19.10.2019 |
| Deportes Tolima        | 2 - 0 | Millonarios          | 9.10.2019  | Cúcuta Deportivo  | 1 - 0 | Patriotas Boyacá       | 13.10.2019 | América de Cali        | 2 - 1 | Atlético Nacional | 19.10.2019 |
| Alianza Petrolera      | 2 - 2 | Deportivo Pasto      | 9.10.2019  | Jaguares          | 0 - 1 | Independiente Medellín | 13.10.2019 | Once Caldas            | 1 - 1 | Atlético Huila    | 19.10.2019 |
| Independiente Medellín | 3 - 0 | Cúcuta Deportivo     | 10.10.2019 | Atlético Nacional | 1 - 0 | Rionegro Águilas       | 13.10.2019 | Patriotas Boyacá       | 1 - 0 | Deportivo Pasto   | 19.10.2019 |
| Patriotas Boyacá       | 1 - 2 | Atlético Nacional    | 10.10.2019 | Unión Magdalena   | 1 - 0 | Envigado               | 13.10.2019 | Independiente Medellín | 2 - 0 | Alianza Petrolera | 20.10.2019 |
| Rionegro Águilas       | 0 - 0 | La Equidad           | 10.10.2019 | La Equidad        | 1 - 1 | Once Caldas            | 13.10.2019 | Santa Fe               | 2 - 0 | Unión Magdalena   | 20.10.2019 |
| Once Caldas            | 3 - 0 | Atlético Bucaramanga | 10.10.2019 | Atlético Huila    | 1 - 2 | Atlético Bucaramanga   | 14.10.2019 | Rionegro Águilas       | 1 - 4 | Deportivo Cali    | 20.10.2019 |

| 19ª giornata      | 19ª giornata | 19ª giornata           | 19ª giornata |                        | 20ª giornata | 20ª giornata      | 20ª giornata | 20ª giornata |
| Locali            | R            | Ospiti                 | Data         | Locali                 | R            | Ospiti            | Data         |              |
| ----------------- | ------------ | ---------------------- | ------------ | ---------------------- | ------------ | ----------------- | ------------ | ------------ |
| Millonarios       | 2 - 4        | Santa Fe               | 23.10.2019   | América de Cali        | 1 - 0        | Deportivo Pasto   | 29.10.2019   |              |
| Atlético Nacional | 1 - 1        | Envigado               | 23.10.2019   | Envigado               | 1 - 1        | Deportivo Cali    | 29.10.2019   |              |
| Deportes Tolima   | 2 - 1        | Patriotas Boyacá       | 24.10.2019   | Independiente Medellín | 1 - 1        | Deportes Tolima   | 29.10.2019   |              |
| Deportivo Cali    | 2 - 1        | Once Caldas            | 24.10.2019   | Atlético Junior        | 0 - 0        | Cúcuta Deportivo  | 29.10.2019   |              |
| Alianza Petrolera | 0 - 0        | Atlético Junior        | 24.10.2019   | Patriotas Boyacá       | 1 - 1        | Alianza Petrolera | 29.10.2019   |              |
| Atlético Huila    | 0 - 1        | Independiente Medellín | 24.10.2019   | Santa Fe               | 0 - 0        | Atlético Nacional | 29.10.2019   |              |
| La Equidad        | 2 - 0        | Jaguares               | 24.10.2019   | Rionegro Águilas       | 0 - 0        | Millonarios       | 29.10.2019   |              |
| Deportivo Pasto   | 3 - 3        | Rionegro Águilas       | 24.10.2019   | Jaguares               | 1 - 0        | Atlético Huila    | 29.10.2019   |              |
| Unión Magdalena   | 1 - 2        | Atlético Bucaramanga   | 24.10.2019   | Once Caldas            | 3 - 1        | Unión Magdalena   | 29.10.2019   |              |
| Cúcuta Deportivo  | 3 - 1        | América de Cali        | 25.10.2019   | Atlético Bucaramanga   | 2 - 2        | La Equidad        | 29.10.2019   |              |

### Seconda fase

#### Classifica Gruppo A
| Pos | Squadra           | Pti. | G | V | N | P | GF | GS | DR |
| --- | ----------------- | ---- | - | - | - | - | -- | -- | -- |
| 1.  | Atlético Junior   | 11   | 6 | 3 | 2 | 1 | 11 | 8  | +3 |
| 2.  | Deportes Tolima   | 9    | 6 | 2 | 3 | 1 | 7  | 5  | +2 |
| 3.  | Atlético Nacional | 8    | 6 | 2 | 2 | 2 | 7  | 7  | 0  |
| 4.  | Cúcuta Deportivo  | 4    | 6 | 1 | 1 | 4 | 3  | 8  | -5 |

| Pos | Squadra           | Pti. | G | V | N | P | GF | GS | DR |
| --- | ----------------- | ---- | - | - | - | - | -- | -- | -- |
| 1.  | América de Cali   | 12   | 6 | 4 | 0 | 2 | 9  | 5  | +4 |
| 2.  | Deportivo Cali    | 8    | 6 | 2 | 2 | 2 | 6  | 6  | 0  |
| 3.  | Santa Fe          | 8    | 6 | 2 | 2 | 2 | 5  | 6  | -1 |
| 4.  | Alianza Petrolera | 5    | 6 | 1 | 2 | 3 | 5  | 8  | -3 |

#### Risultati
| Atlético Nacional | 3 - 1 | Cúcuta Deportivo | 9.11.2019  | Deportivo Cali   | 1 - 0 | Santa Fe          | 13.11.2019 | Cúcuta Deportivo  | 0 - 0 | Deportes Tolima   | 17.11.2019 |
| Santa Fe          | 2 - 1 | América de Cali  | 9.11.2019  | Deportes Tolima  | 1 - 0 | Atlético Nacional | 13.11.2019 | Atlético Nacional | 2 - 2 | Atlético Junior   | 17.11.2019 |
| Alianza Petrolera | 3 - 2 | Deportivo Cali   | 10.11.2019 | América de Cali  | 3 - 1 | Alianza Petrolera | 14.11.2019 | América de Cali   | 1 - 0 | Deportivo Cali    | 17.11.2019 |
| Atlético Junior   | 1 - 3 | Deportes Tolima  | 10.11.2019 | Cúcuta Deportivo | 1 - 3 | Atlético Junior   | 14.11.2019 | Santa Fe          | 1 - 0 | Alianza Petrolera | 17.11.2019 |

| Deportivo Cali    | 2 - 1 | América de Cali   | 20.11.2019 | Alianza Petrolera | 0 - 1 | América de Cali  | 23.11.2019 | Deportes Tolima  | 2 - 2 | Atlético Junior   | 27.11.2019 |
| Atlético Junior   | 2 - 0 | Atlético Nacional | 20.11.2019 | Atlético Nacional | 1 - 1 | Deportes Tolima  | 24.11.2019 | Cúcuta Deportivo | 0 - 1 | Atlético Nacional | 27.11.2019 |
| Alianza Petrolera | 1 - 1 | Santa Fe          | 20.11.2019 | Atlético Junior   | 1 - 0 | Cúcuta Deportivo | 24.11.2019 | América de Cali  | 2 - 0 | Santa Fe          | 28.11.2019 |
| Deportes Tolima   | 0 - 1 | Cúcuta Deportivo  | 20.11.2019 | Santa Fe          | 1 - 1 | Deportivo Cali   | 24.11.2019 | Deportivo Cali   | 0 - 0 | Alianza Petrolera | 28.11.2019 |

### Finale
| Baranquilla 1 dicembre 2019, ore 18:00 UTC-5 Finale (andata) | Atlético Junior | 0 – 0 referto | América de Cali | Stadio metropolitano Roberto Meléndez (45.179 spett.)\| Arbitro: \| Mario Herrera \| |
| Arbitro:                                                     | Mario Herrera   |               |                 |                                                                                      |

| Arbitro: | Wilmar Roldán |

|                             |           |  |
| 19’ (aut.) Viera 34’ Sierra | Marcatori |  |

Con il risultato aggregato di 2-0, l'America de Cali si laurea campione del Finalización 2019 (il 14º titolo della sua storia).

## Classifica annuale (Tabla anual)
Ai fini della qualificazione alle coppe intercontinentali (Coppa Libertadores e Coppa Sudamericana), è stata stilata una classifica che tiene conto dei risultati ottenuti dalle squadre partecipanti nell'arco di tutto l'anno solare.
Ad accedere alla Coppa Libertadores sono state 3 squadre (più la vincente della Coppa Colombia 2019):
- le vincenti dei tornei di Apertura e Finalización (COL 1, COL 2);
- la squadra miglior classificata dopo le due precedenti (COL 3).

A qualificarsi alla Coppa Sudamericana sono state 4 squadre, ovvero le quattro squadre miglior classificate dopo quelle qualificatesi alla Coppa Libertadores.
| Pos | Squadra                | Pti. | G  | V  | N  | P  | GF | GS | DR  |                      |
| --- | ---------------------- | ---- | -- | -- | -- | -- | -- | -- | --- | -------------------- |
| 1.  | América de Cali        | 92   | 54 | 27 | 11 | 16 | 75 | 58 | +17 | Libertadores (COL 2) |
| 2.  | Atlético Junior        | 90   | 56 | 22 | 24 | 10 | 61 | 43 | +18 | Libertadores (COL 1) |
| 3.  | Deportes Tolima        | 85   | 52 | 23 | 16 | 13 | 67 | 43 | +24 | Libertadores (COL 3) |
| 4.  | Deportivo Cali         | 79   | 52 | 22 | 13 | 17 | 68 | 57 | +11 | Sudamericana (COL 1) |
| 5.  | Atlético Nacional      | 78   | 52 | 20 | 18 | 14 | 67 | 53 | +14 | Sudamericana (COL 2) |
| 6.  | Millonarios            | 78   | 46 | 22 | 12 | 12 | 61 | 47 | +14 | Sudamericana (COL 3) |
| 7.  | Deportivo Pasto        | 70   | 48 | 18 | 16 | 14 | 55 | 43 | +12 | Sudamericana (COL 4) |
| 8.  | Cúcuta Deportivo       | 63   | 46 | 18 | 9  | 19 | 56 | 63 | -7  |                      |
| 9.  | Alianza Petrolera      | 60   | 46 | 14 | 18 | 14 | 39 | 41 | -2  |                      |
| 10. | Independiente Medellín | 59   | 40 | 16 | 11 | 13 | 62 | 50 | +12 | Libertadores (COL 4) |
| 11. | Once Caldas            | 56   | 40 | 15 | 11 | 14 | 46 | 36 | +10 |                      |
| 12. | Santa Fe               | 54   | 46 | 12 | 18 | 16 | 44 | 42 | +2  |                      |
| 13. | Patriotas Boyacá       | 50   | 40 | 12 | 14 | 14 | 39 | 51 | -12 |                      |
| 14. | Envigado               | 47   | 40 | 10 | 17 | 13 | 45 | 48 | -3  |                      |
| 15. | Atlético Bucaramanga   | 46   | 40 | 11 | 13 | 16 | 40 | 49 | -9  |                      |
| 16. | Unión Magdalena        | 45   | 46 | 11 | 12 | 23 | 40 | 66 | -26 |                      |
| 17. | La Equidad             | 42   | 40 | 8  | 18 | 14 | 40 | 46 | -6  |                      |
| 18  | Rionegro Águilas       | 40   | 40 | 8  | 16 | 16 | 42 | 57 | -15 |                      |
| 19. | Jaguares               | 38   | 40 | 8  | 14 | 18 | 31 | 61 | -30 |                      |
| 20  | Atlético Huila         | 35   | 40 | 6  | 17 | 17 | 32 | 56 | -24 |                      |

## Retrocessioni
A retrocedere nella serie inferiore sono state le due squadre con il peggior punteggio totalizzato in Primera A nelle precedenti tre stagioni. Alle squadre neopromosse, all'inizio della stagione è stato attribuito il punteggio della 18ª squadra in questa classifica.
| Pos | Squadra                | PT  | 2017 | 2018 | 2019 | PG  | GF  | GS  | DR  |
| --- | ---------------------- | --- | ---- | ---- | ---- | --- | --- | --- | --- |
| 1.  | Atlético Nacional      | 224 | 87   | 71   | 66   | 118 | 162 | 87  | +75 |
| 2.  | Independiente Medellín | 197 | 69   | 69   | 59   | 118 | 181 | 135 | +46 |
| 3.  | Deportes Tolima        | 189 | 53   | 72   | 64   | 118 | 156 | 116 | +40 |
| 4.  | Atlético Junior        | 187 | 62   | 62   | 63   | 118 | 148 | 101 | +47 |
| 5.  | Millonarios            | 187 | 69   | 51   | 67   | 118 | 151 | 114 | 37  |
| 6.  | Deportivo Cali         | 178 | 53   | 58   | 67   | 118 | 153 | 126 | +27 |
| 7.  | América de Cali        | 174 | 60   | 47   | 67   | 118 | 141 | 132 | +9  |
| 8.  | Santa Fe               | 169 | 67   | 56   | 46   | 118 | 123 | 98  | +25 |
| 9.  | Once Caldas            | 161 | 42   | 63   | 56   | 118 | 131 | 131 | 0   |
| 10. | La Equidad             | 156 | 53   | 61   | 42   | 118 | 120 | 111 | +9  |
| 11. | Atlético Bucaramanga   | 151 | 47   | 58   | 46   | 118 | 120 | 135 | -15 |
| 12. | Cúcuta Deportivo       | 147 | 46   | 42   | 59   | 118 | 139 | 166 | -27 |
| 13. | Deportivo Pasto        | 145 | 56   | 35   | 54   | 118 | 125 | 128 | -3  |
| 14. | Patriotas Boyacá       | 144 | 45   | 49   | 50   | 118 | 108 | 137 | -29 |
| 15. | Alianza Petrolera      | 143 | 46   | 42   | 55   | 118 | 120 | 144 | -24 |
| 16. | Envigado               | 137 | 44   | 46   | 47   | 118 | 121 | 144 | -23 |
| 17. | Rionegro Águilas       | 136 | 39   | 57   | 40   | 118 | 111 | 145 | -34 |
| 18  | Jaguares               | 136 | 59   | 39   | 38   | 118 | 103 | 150 | -47 |
| 19. | Unión Magdalena        | 132 | 46   | 42   | 44   | 118 | 124 | 163 | -39 |
| 20  | Atlético Huila         | 131 | 48   | 48   | 35   | 118 | 102 | 138 | -36 |

## Statistiche

### Classifica marcatori
| Pos. | Giocatore             | Squadra                | Gol |
| ---- | --------------------- | ---------------------- | --- |
| 1°   | Germán Cano           | Independiente Medellín | 34  |
| 2°   | Juan Dinenno          | Deportivo Cali         | 26  |
| 3°   | Fernando Aristeguieta | América de Cali        | 14  |

## Allenatori
| Squadra                | Allenatore                   | Giornate  |
| ---------------------- | ---------------------------- | --------- |
| Alianza Petrolera      | César Torres                 | tutte     |
| América de Cali        | Fernando Castro              | 1A - 15A  |
| América de Cali        | Jersson González (interino)  | 16A - POA |
| América de Cali        | Alexandre Guimarães          | 1F - POF  |
| Atlético Bucaramanga   | Flabio Torres                | 1A - 5A   |
| Atlético Bucaramanga   | Carlos Giraldo               | 6A - 17A  |
| Atlético Bucaramanga   | Óscar Serrano (interino)     | 18A - 20A |
| Atlético Bucaramanga   | Hernán Torres                | 1F - 10F  |
| Atlético Bucaramanga   | Sergio Novoa (interino)      | 11F - 20F |
| Atlético Huila         | Dayron Pérez                 | 1A - 10A  |
| Atlético Huila         | Luis Fernando Herrera        | 11A - 6F  |
| Atlético Huila         | Jorge Luis Bernal            | 7F - 19F  |
| Atlético Huila         | Dayron Pérez (interino)      | 20F       |
| Atlético Nacional      | Paulo Autuori                | 1A - 20A  |
| Atlético Nacional      | Juan Carlos Osorio           | 1F - POF  |
| Cúcuta Deportivo       | Sebastián Méndez             | 1A - 20A  |
| Cúcuta Deportivo       | Pablo Garabello              | 1F - 5F   |
| Cúcuta Deportivo       | Guillermo Sanguinetti        | 6F - POF  |
| Deportes Tolima        | Alberto Gamero               | tutte     |
| Deportivo Cali         | Lucas Pusineri               | tutte     |
| Deportivo Pasto        | Alexis García                | 1A - 11F  |
| Deportivo Pasto        | Jairo Enríquez               | 12F - 14F |
| Deportivo Pasto        | Octavio Zambrano             | 15F - 20F |
| Envigado               | Eduardo Lara                 | 1A - 12F  |
| Envigado               | José Arastey (interino)      | 13F - 20F |
| Independiente Medellín | Octavio Zambrano             | 1A - 13A  |
| Independiente Medellín | Ricardo Calle (interino)     | 14A - 20A |
| Independiente Medellín | Alexis Mendoza               | 1F - 9F   |
| Independiente Medellín | Aldo Bobadilla               | 10F - 20F |
| Jaguares               | John Jairo Bodmer            | 1A - 9A   |
| Jaguares               | Óscar Upegui                 | 10A - 8F  |
| Jaguares               | John Jairo Bodmer (interino) | 9F - 13F  |
| Jaguares               | Juan Cruz Real               | 14F - 20F |
| Atlético Junior        | Luis Suárez                  | 1A - 19A  |
| Atlético Junior        | Julio Comesaña               | 20A - POF |
| La Equidad             | Humberto Sierra              | 1A - 9F   |
| La Equidad             | Luis Guillermo Rivera        | 10F - POF |
| Millonarios            | Jorge Luis Pinto             | tutte     |
| Once Caldas            | Hubert Bodhert               | tutte     |
| Patriotas Boyacá       | Diego Corredor               | 1A - 14F  |
| Patriotas Boyacá       | Nelson Gómez                 | 15F - 20F |
| Rionegro Águilas       | Jorge Luis Bernal            | 1A - 7A   |
| Rionegro Águilas       | Sergio Guzmán (interino)     | 8A        |
| Rionegro Águilas       | Ever Almeida                 | 9A - 13A  |
| Rionegro Águilas       | Eduardo Cruz (interino)      | 14A - 20A |
| Rionegro Águilas       | Flabio Torres                | 1F - 20F  |
| Santa Fe               | Guillermo Sanguinetti        | 1A - 4A   |
| Santa Fe               | Gerardo Bedoya               | 5A - 20A  |
| Santa Fe               | Patricio Camps               | 1F - 4F   |
| Santa Fe               | Harold Rivera                | 5F - POF  |
| Unión Magdalena        | Harold Rivera                | 1A - 20A  |
| Unión Magdalena        | Pedro Sarmiento              | 1F - 11F  |
| Unión Magdalena        | Carlos Silva                 | 12F - 20F |